# Santa Susanna (kyrka)
Santa Susanna är en kyrkobyggnad, belägen på Quirinalen i Rione Trevi i Rom. Dagens kyrkobyggnad står på platsen för en så kallad titulus från 280-talet och tillhör församlingen San Camillo de Lellis.
Kyrkan, som är invigd åt helgonet Susanna, förvandlades under slutet av 1500-talet från treskeppig basilika till enskeppig kyrka med sidokapell. Arkitekten Carlo Maderno fick i uppdrag att förnya kyrkans krypta och utföra kassettaket. Kyrkans fasad anses vara Madernos mästerverk. Maderno uppvisar här inspiration från fasaden till Il Gesù, men artikulerar här murytan ytterligare. De kraftigt profilerade formerna framhävs av de enkelt utformade sidopartierna med ingångar till klostret. Fasaden är dock delvis bara en skärm, då dess övre våning höjer sig över kyrkan bakom.
Skulpturerna i nedervåningen föreställer de heliga Susanna och Felicitas, medan de i övervåningen föreställer de heliga Gajus och Genesius.
Sedan kardinal Bernard Law avled i december 2017 är titeln som kardinalpräst av Santa Susanna vakant.